# Rhegmatobius
Rhegmatobius is een geslacht van kevers uit de familie van de loopkevers (Carabidae). De wetenschappelijke naam van het geslacht is voor het eerst geldig gepubliceerd in 1937 door Jeannel.

## Soorten
Het geslacht Rhegmatobius omvat de volgende soorten:
- Rhegmatobius agostini Jeannel, 1937
- Rhegmatobius fiorii (Ganglbauer, 1900)
- Rhegmatobius gigas (Krausse, 1911)
- Rhegmatobius paganetti Magrini & Pavesi, 1998
- Rhegmatobius quadricollis (Ehlers, 1883)
- Rhegmatobius solarii Magrini & Sciaky, 1995
- Rhegmatobius strictus Baudi di Selva, 1891